# Paolo di Segni
Paolo dei Conti di Segni, noto semplicemente come Paolo di Segni (... – Roma, 1285), è stato un vescovo cattolico e nobile italiano, signore di Marino. Fu attivo principalmente nel Levante, dove ebbe un ruolo di rilievo nelle dinamiche di potere degli Stati crociati dell'epoca.

## Biografia

### Famiglia
Paolo nacque nella nobile famiglia romana dei Conti di Segni ed era signore di Marino, nello Stato Pontificio. Era membro dell'Ordine francescano e associato (confrater) dei cavalieri templari. Sua sorella era Luciana di Segni, moglie del principe Boemondo V d'Antiochia e madre di Boemondo VI.

### Vescovo di Tripoli
Fu grazie all'influenza di sua sorella e suo nipote che Paolo fu nominato vescovo di Tripoli nell'ottobre 1261. Succedette a Obizzo Sanvitale, che aveva scomunicato Boemondo VI per conto di papa Alessandro IV. Il nuovo papa, Urbano IV, riesaminò il provvedimento verso Boemondo e concesse a Paolo ampia discrezione nel trattare con il nipote mentre il caso era sub iudice. L'influenza di Paolo portò molti cavalieri romani al servizio di Boemondo.
Nel 1274, in occasione del secondo concilio di Lione, Paolo fu a capo della delegazione dei Latini orientali, della quale faceva parte anche Guillaume de Beaujeu, gran maestro dell'Ordine templare. A Lione condivise la presidenza del concilio con altri due francescani: Bonaventura da Bagnoregio e Oddone di Rigaud.
Dopo la morte di Boemondo VI nel 1275, la sua vedova, Sibilla, affidò il ruolo di reggente in nome del giovane figlio, Boemondo VII, al vescovo di Tortosa, Bartolomeo, che al tempo ricopriva anche la carica di vicario dell'allora assente patriarca di Antiochia, Opizzo Fieschi. L'arrivo di Bartolomeo a Tripoli, che dalla caduta di Antiochia nel 1268 era sede del governo principesco, lo portò a scontrarsi con Paolo per la supremazia sulla città. Una volta insediatosi, Bartolomeo, che era superiore in grado a Paolo sia dal punto di vista spirituale che temporale, si schierò con i detrattori di quest'ultimo tra la nobiltà locale. Ne scaturì una serie di sommosse nelle quali diversi cavalieri romani persero la vita. Paolo fu costretto a mettere se stesso e i suoi possedimenti sotto la protezione dei templari e del loro gran maestro, Guillaume, del quale aveva ancora il pieno supporto.
La disputa tra Paolo e Bartolomeo fu ulteriormente complicata dall'altra disputa che Bartolomeo aveva con Guido II di Gibelletto. Guido era riuscito a concordare un matrimonio tra il proprio figlio e una ricca ereditiera, rovinando i piani Bartolomeo, che avrebbe voluto maritarla con il proprio nipote. Giunto il 1277, la disputa si era trasformata in aperto conflitto tra il signore di Gibelletto e i templari da un lato e le forze di Boemondo sotto la guida di Bartolomeo e Sibilla dall'altro. In una lettera indirizzata a papa Niccolò III, Paolo accusò Boemondo di avergli sottratto i suoi beni, di aver imprigionato i suoi servitori e di aver attaccato la sua residenza. Niccolò scomunicò il principe e mise la città sotto interdetto; tuttavia tutti i chierici che rispettavano questa disposizione furono severamente puniti da Boemondo. Bartolomeo, sfruttando il suo ruolo di vicario patriarcale, assolse Boemondo, il quale costrinse Paolo a lasciare la città.

### In Italia e Germania
Nell'autunno del 1278, Ruggero II Sanseverino e Nicolas de Lorgne giunsero a Tripoli per mediare tra il principe e il vescovo, che firmarono un accordo il 18 settembre. Il papa convocò Bartolomeo a Roma perché rispondesse alle accuse mossegli da Paolo. Lo stesso Paolo si recò a Roma per discutere il suo caso nel 1279. In sua assenza, delegò il canonico Pietro Orlando di Valmontone come suo vicario. Bartolomeo, obbedendo tardivamente alla convocazione, arrivò a Roma solo nel 1285, quando sia Paolo che papa Niccolò erano già morti. Papa Martino IV ordinò l'archiviazione del caso.
Paolo trascorse gli ultimi cinque anni della sua vita principalmente in Italia e non rientrò mai più a Tripoli. Occasionalmente agì come legato pontificio, soprattutto nelle trattative tra il re Rodolfo I d'Asburgo e il re Carlo I d'Angiò. Nel giugno del 1279 fu inviato alla corte di Rodolfo con l'obiettivo di ottenere dall'Asburgo il riconoscimento della successione di Carlo alla contea di Provenza. Il buon esito delle trattative fu sancito da un'alleanza tra i due, suggellata dal matrimonio del nipote di Carlo, Carlo Martello, con la figlia di Rodolfo, Clemenza.
Paolo morì, probabilmente a Roma, nel 1285. Fu l'ultimo vescovo cattolico residente di Tripoli.